# Kabinet-Albanese I
Het kabinet-Albanese I is de huidige regering van het Gemenebest van Australië, sinds 2022. Het betreft een meerderheidskabinet bestaande uit ministers van de Labor Party (ALP). Premier Anthony Albanese werd, samen met vicepremier Richard Marles en de ministers van Financiën en Buitenlandse Zaken, beëdigd op 23 mei 2022. De beëdiging van de overige ministers vond plaats op 1 juni van dat jaar.

## Samenstelling
| Ambtsbekleder                          | Ambtsbekleder    | Ambtsbekleder           | Functie(s)                                                 | Ambtstermijn | Ambtstermijn | Partij |
| -------------------------------------- | ---------------- | ----------------------- | ---------------------------------------------------------- | ------------ | ------------ | ------ |
|                                        | Anthony Albanese | Anthony Albanese (1963) | Premier                                                    | 23 mei 2022  | heden        | ALP    |
|                                        | Richard Marles   | Richard Marles (1967)   | Vicepremier                                                | 23 mei 2022  | heden        | ALP    |
| Minister van Defensie                  | Richard Marles   | Richard Marles (1967)   |                                                            | 23 mei 2022  | heden        | ALP    |
|                                        | Jim Chalmers     | Jim Chalmers (1978)     | Minister van Financiën                                     | 23 mei 2022  | heden        | ALP    |
|                                        | Clare O'Neil     | Clare O'Neil (1980)     | Minister van Binnenlandse Zaken                            | 1 juni 2022  | heden        | ALP    |
| Minister voor Cyberbeveiliging         | Clare O'Neil     | Clare O'Neil (1980)     |                                                            | 1 juni 2022  | heden        | ALP    |
|                                        | Penny Wong       | Penny Wong (1968)       | Minister van Buitenlandse Zaken                            | 23 mei 2022  | heden        | ALP    |
| Leider in de Senaat                    | Penny Wong       | Penny Wong (1968)       |                                                            | 23 mei 2022  | heden        | ALP    |
|                                        | Mark Dreyfus     | Mark Dreyfus (1956)     | Minister van Justitie                                      | 1 juni 2022  | heden        | ALP    |
| Kabinet- secretaris                    | Mark Dreyfus     | Mark Dreyfus (1956)     |                                                            | 1 juni 2022  | heden        | ALP    |
|                                        | Mark Butler      | Mark Butler (1970)      | Minister van Volksgezondheid                               | 1 juni 2022  | heden        | ALP    |
|                                        | Tony Burke       | Tony Burke (1969)       | Minister van Arbeid                                        | 1 juni 2022  | heden        | ALP    |
| Minister van Sociale Zaken             | Tony Burke       | Tony Burke (1969)       |                                                            | 1 juni 2022  | heden        | ALP    |
| Minister van Cultuur                   | Tony Burke       | Tony Burke (1969)       |                                                            | 1 juni 2022  | heden        | ALP    |
| Leider in het Huis van Afgevaardigden  | Tony Burke       | Tony Burke (1969)       |                                                            | 1 juni 2022  | heden        | ALP    |
|                                        | Jason Clare      | Jason Clare (1972)      | Minister van Onderwijs                                     | 1 juni 2022  | heden        | ALP    |
|                                        | Ed Husic         | Ed Husic (1970)         | Minister van Industriële Zaken en Wetenschap               | 1 juni 2022  | heden        | ALP    |
|                                        | Catherine King   | Catherine King (1963)   | Minister van Infrastructuur                                | 1 juni 2022  | heden        | ALP    |
| Minister van Regionale Ontwikkeling    | Catherine King   | Catherine King (1963)   |                                                            | 1 juni 2022  | heden        | ALP    |
| Minister van Lokale Zaken              | Catherine King   | Catherine King (1963)   |                                                            | 1 juni 2022  | heden        | ALP    |
|                                        | Murray Watt      | Murray Watt (1973)      | Minister van Landbouw                                      | 1 juni 2022  | heden        | ALP    |
| Minister voor Rampenbestrijding        | Murray Watt      | Murray Watt (1973)      |                                                            | 1 juni 2022  | heden        | ALP    |
|                                        | Tanya Plibersek  | Tanya Plibersek (1969)  | Minister van Milieu en Waterstaat                          | 1 juni 2022  | heden        | ALP    |
|                                        | Michelle Rowland | Michelle Rowland (1963) | Minister van Communicatie                                  | 1 juni 2022  | heden        | ALP    |
|                                        | Don Farrell      | Don Farrell (1954)      | Minister voor Buitenlandse Handel en Toerisme              | 1 juni 2022  | heden        | ALP    |
|                                        | Bill Shorten     | Bill Shorten (1967)     | Minister voor Sociale Zekerheid                            | 1 juni 2022  | heden        | ALP    |
|                                        | Amanda Rishworth | Amanda Rishworth (1978) | Minister voor Sociale Voorzieningen                        | 1 juni 2022  | heden        | ALP    |
|                                        | Brendan O'Connor | Brendan O'Connor (1962) | Minister voor Vaardigheden                                 | 1 juni 2022  | heden        | ALP    |
|                                        | Chris Bowen      | Chris Bowen (1973)      | Minister voor Klimaat en Energie                           | 1 juni 2022  | heden        | ALP    |
|                                        | Julie Collins    | Julie Collins (1971)    | Minister voor Huisvesting                                  | 1 juni 2022  | heden        | ALP    |
|                                        | Madeleine King   | Madeleine King (1973)   | Minister voor Ontwikkelingen en het Noordelijk Territorium | 1 juni 2022  | heden        | ALP    |
|                                        | Linda Burney     | Linda Burney (1957)     | Minister voor Aboriginal Zaken                             | 1 juni 2022  | heden        | ALP    |
|                                        | Katy Gallagher   | Katy Gallagher (1970)   | Onderminister voor Financiën                               | 23 mei 2022  | heden        | ALP    |
| Minister voor Bestuurlijke Zaken       | Katy Gallagher   | Katy Gallagher (1970)   |                                                            | 23 mei 2022  | heden        | ALP    |
| Minister voor Vrouwen                  | Katy Gallagher   | Katy Gallagher (1970)   |                                                            | 23 mei 2022  | heden        | ALP    |
| Vice President van de Uitvoerende Raad | Katy Gallagher   | Katy Gallagher (1970)   |                                                            | 23 mei 2022  | heden        | ALP    |